# Aansprakelijkheidsverzekering
Een aansprakelijkheidsverzekering is een verzekering die de verzekerde beschermt tegen het risico van aansprakelijkheid. Op enkele uitzonderingen na vergoedt een aansprakelijkheidsverzekering gewoonlijk alle letselschade en zaakschade die door de verzekerde wordt veroorzaakt. Opzettelijk veroorzaakte schade en schade die uitsluitend bestaat uit financiële schade (in verzekeringstermen: zuivere vermogensschade) is doorgaans niet verzekerd. Ook schade aan gehuurde zaken is niet gedekt.

## Verzekeringsvormen
De aansprakelijkheidsverzekering kan zowel worden afgesloten door een particulier als door een bedrijf of vrijberoepbeoefenaar.
Particulieren kunnen zich verzekeren met een aansprakelijkheidsverzekering voor particulieren (AVP). De AVP is een verzekering die de verzekerde en haar gezin verzekert tegen het risico van aansprakelijkheid.
Een bedrijf of vrijberoepbeoefenaar kan een aansprakelijkheidsverzekering voor bedrijven en beroepen (AVB) afsluiten. Een AVB verzekert het bedrijf of de vrije beroepsbeoefenaar tegen het risico van aansprakelijkheid. De premie is sterk afhankelijk van het soort bedrijf (een ziekenhuis zal een veel hogere premie betalen dan een universiteit) en van de omzet van het bedrijf. Er zijn drie soorten AVB's, namelijk op basis van act committed, loss occurred en claims made.
Voor sommige bedrijven is het mogelijk de zuivere vermogensschade mee te verzekeren. Dit geldt met name voor bedrijven waarbij dit risico groot is, zoals accountants, makelaars, advocaten en verzekeringsagenten.
Voor jagers en voor exploitanten van kerncentrales is een aansprakelijkheidsverzekering verplicht.

## Aansprakelijkheidsverzekering vs. WA-verzekering
De aansprakelijkheidsverzekering wordt vaak verward met een WA-verzekering. Het verschil is dat een WA-verzekering een verplichte verzekering is en een aansprakelijkheidsverzekering niet. In Nederland is een WA-verzekering wettelijk verplicht voor de houder van een motorrijtuig maar is inbegrepen bij de autoverzekering.